# Sectoria atriceps
Sectoria atriceps är en fiskart som först beskrevs av Smith, 1945.  Sectoria atriceps ingår i släktet Sectoria och familjen grönlingsfiskar. IUCN kategoriserar arten globalt som otillräckligt studerad. Inga underarter finns listade i Catalogue of Life.